# Pierre-sur-Haute
Die Pierre-sur-Haute ist ein Berg im französischen Zentralmassiv, etwa 60 Kilometer nordwestlich von Saint-Étienne, und mit 1631 m der höchste Punkt des Département Loire.
An dem Berg befindet sich das Skigebiet von Chalmazel und auf seinem Gipfel die Funkstation Pierre-sur-Haute.

## Geologie
Der Berg besteht aus Gneis und Granit. Reste eines alten Berges des Paläozoikum existieren seit 300 Millionen Jahren. Dieses alte Gelände wurde anschließend im Mesozoikum durch Erosion geglättet. Durch die Alpenfaltung entstanden Risse, und ein Granitblock wurde empor gehoben. Die Pierre-sur-Haute ist der höchste Punkt dieses angehobenen Blocks.

## Flora
Die Bergkuppe ist eine Heidelandschaft, die etwa 8000 ha umfasst. Sie ist der einzige bekannte Fundort des Alpen-Brandlattichs im Zentralmassiv. Bis zur Waldgrenze bei etwa 1400 m erstreckt sich ein Nadelwald, der hauptsächlich aus Kiefern besteht. Teilweise steht das Gebiet unter Naturschutz als Natura 2000.

## Tourismus

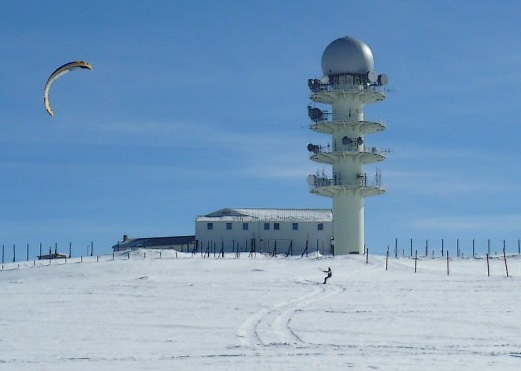
Snowkiting auf der Pierre-sur-Haute

Bei gutem Wetter, sind vom Gipfel aus die Alpen, der Plomb du Cantal, das Monts Dore Massiv und der Puy de Dôme zu sehen.
Am Hang des Berges befindet sich eine Skipiste und auf der Kuppe des Berges ist ein Gebiet fürs Snowkiting ausgewiesen.
Ein Sessellift fährt ganzjährig von der Station Chalmazel (1109 m) bis auf 1463 m Höhe. Im Winter ist zudem ein Skilift bis auf 1600 m Höhe in Betrieb.